# Stéphane Bruey
Stéphane Bruey (Champigny-sur-Marne, Francia, 1 de diciembre de 1932-Belley, Francia, 31 de agosto de 2005) fue un futbolista francés de ascendencia polaca que jugaba como delantero.

## Selección nacional
Fue internacional con la selección francesa en 4 ocasiones y convirtió un gol. Formó parte de la selección que obtuvo el tercer lugar en la Copa del Mundo de 1958, pese a no haber jugado ningún partido durante el torneo.

### Participaciones en Copas del Mundo
| Mundial                        | Sede   | Resultado    | Partidos | Goles |
| ------------------------------ | ------ | ------------ | -------- | ----- |
| Copa Mundial de Fútbol de 1958 | Suecia | Tercer lugar | 0        | 0     |

## Clubes
| Club              | País    | Año       |
| ----------------- | ------- | --------- |
| RC Paris          | Francia | 1952-1955 |
| AS Mónaco         | Mónaco  | 1955-1957 |
| Angers SCO        | Francia | 1957-1964 |
| Olympique de Lyon | Francia | 1964-1966 |